# Cynthia (Barnfield)
Cynthia – poemat renesansowego angielskiego poety Richarda Barnfielda, tytułowy utwór tomiku Cynthia with Certain Sonnets, and the Legend of Cassandra opublikowanego w 1595. Utwór jest napisany strofą spenserowską, czyli zwrotka dziewięciowersową rymowaną ababbcbcc. W poniższej zwrotce poeta zastosował aliterację: Wit without wealth [...] Wealth wanting wisdom's worse. Cytat w oryginalnej szesnastowiecznej ortografii:

Wit without wealth is bad, yet counted good,
Wealth wanting wisdom's worse, yet deem'd as wel,
Erom whence (for ay) doth flow, as from a flood,
A pleasant Poyson, and a heauenly Hell,
Where mortall men do couet still to dwell.
Yet one there is to Vertue so inclin'd,
That as for Maiesty she beares the Bell,
So in the truth who tries her princelie minde.
Both Wisdom, Beauty, Wealth, & all in her shall find.

Poemat jest prawdopodobnie pierwszym zastosowaniem strofy pomysłu Edmunda Spensera przez innego poetę.